# Кингисеп
Кингисеп (на руски: Кингисепп; до 1922 г. — Ямбург) е град в Русия, Ленинградска област, административен център на Кингисепски район.
Включен е в състава на Сребърния пръстен на Русия.
Населението на града към 1 януари 2018 година е 46 747 души.